# Paso Blanco, Veracruz
Paso Blanco är en ort i Mexiko.   Den ligger i kommunen Misantla och delstaten Veracruz, i den sydöstra delen av landet, 240 km öster om huvudstaden Mexico City. Paso Blanco ligger 436 meter över havet och antalet invånare är 757.
Terrängen runt Paso Blanco är kuperad åt nordväst, men åt sydost är den bergig. Runt Paso Blanco är det ganska tätbefolkat, med 124 invånare per kvadratkilometer. Närmaste större samhälle är Misantla, 7,2 km norr om Paso Blanco. Omgivningarna runt Paso Blanco är en mosaik av jordbruksmark och naturlig växtlighet.